# Guglielmo Signora
Guglielmo Signora (Venezia, 15 maggio 1963) è uno scrittore, fumettista e illustratore italiano.

## Biografia
Si diploma al liceo artistico di Torino e si perfeziona alla Scuola di Fumetto di Milano.
Esordisce nel 1989 su Fumo di China. Successivamente, disegna diverse storie su Tiramolla, mentre dal 1993 al 1996 realizza diverse storie di Arthur King.
Nel 1997 crea, disegna e sceneggia le storie del suo primo personaggio di successo, BeLee, le cui gesta sexy si ambientano nella Hong Kong del futuro. Nuove storie del personaggio sono state pubblicate da Edizioni Arcadia di Bergamo.
Nel 2002 collabora con la Kappa Edizioni, per la quale realizza una storia di Lupin III sotto la diretta supervisione di Monkey Punch.
Con la stessa casa editrice ha pubblicato anche i libri Anime d'Acciaio e Anime d'Acciaio De Luxe Edition sul merchandising dei robot giocattolo tratti dalle serie animate giapponesi.
Dal 2001 è anche adattatore di testi per diversi manga Star Comics. Inoltre gestisce corsi di fumetto e di grafica pubblicitaria presso istituti tecnici professionali.
Ha pubblicato il fumetto Alice in WonderNet, versione ambientata nel mondo digitale della celebre storia di Lewis Carroll.
È autore del romanzo Cartoline da Marte. Guida turistica del pianeta rosso com ampia antologia narrativa che unisce la sua passione per l'archeologia e la fantascienza.

## Libri
- 1994: Noi Robot Granata Press, saggio sul merchandising italiano dei robot giapponesi
- 2004: Anime d'acciaio Kappa Edizioni, enciclopedia sui robot giocattolo giapponesi
- 2010: Anime d'acciaio Deluxe Edition Kappa Edizioni, enciclopedia sui robot giocattolo giapponesi, con CD Rom allegato
- 2020: Cartoline da Marte Guida turistica del pianeta rosso con ampia antologia narrativa Phasar Edizioni, 2024 nuova edizione aggiornata in occasione del Salone Internazionale del libro di Torino 2024

| Controllo di autorità | VIAF (EN) 90097108 · ISNI (EN) 0000 0004 1966 9943 · SBN BVEV044093 |